# Ariccia

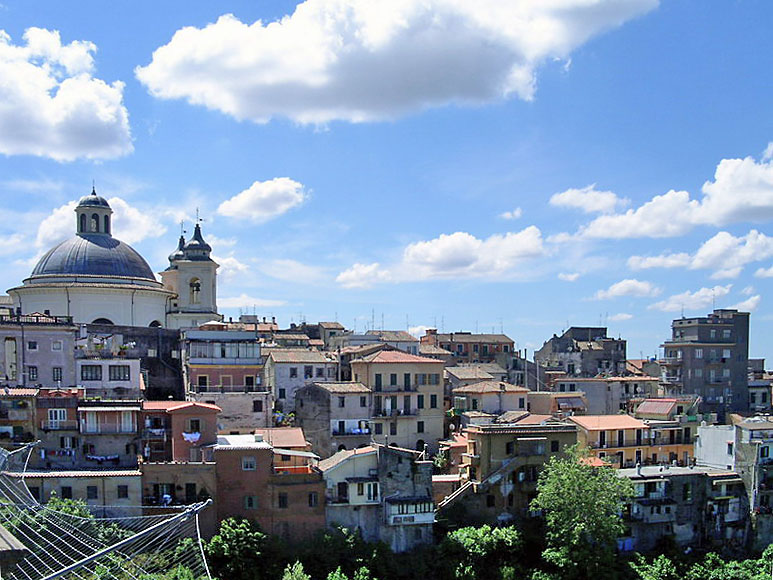
Ariccia

Ariccia – miejscowość i gmina we Włoszech, w regionie Lacjum, w prowincji Rzym.
Według danych na rok 2004 gminę zamieszkiwały 17 283 osoby, 960,2 os./km².

## Współpraca
- Cournon-d'Auvergne, Francja
- Lichtenfels, Niemcy
- Prestwick, Szkocja